# Oberkirch
Pour les articles homonymes, voir Oberkirch (homonymie).
Oberkirch est une ville allemande, située dans le Land de Bade-Wurtemberg. Elle est située sur le Rench, un affluent du Rhin venant de la Forêt-Noire, et à 20 km de la frontière française et de Strasbourg.

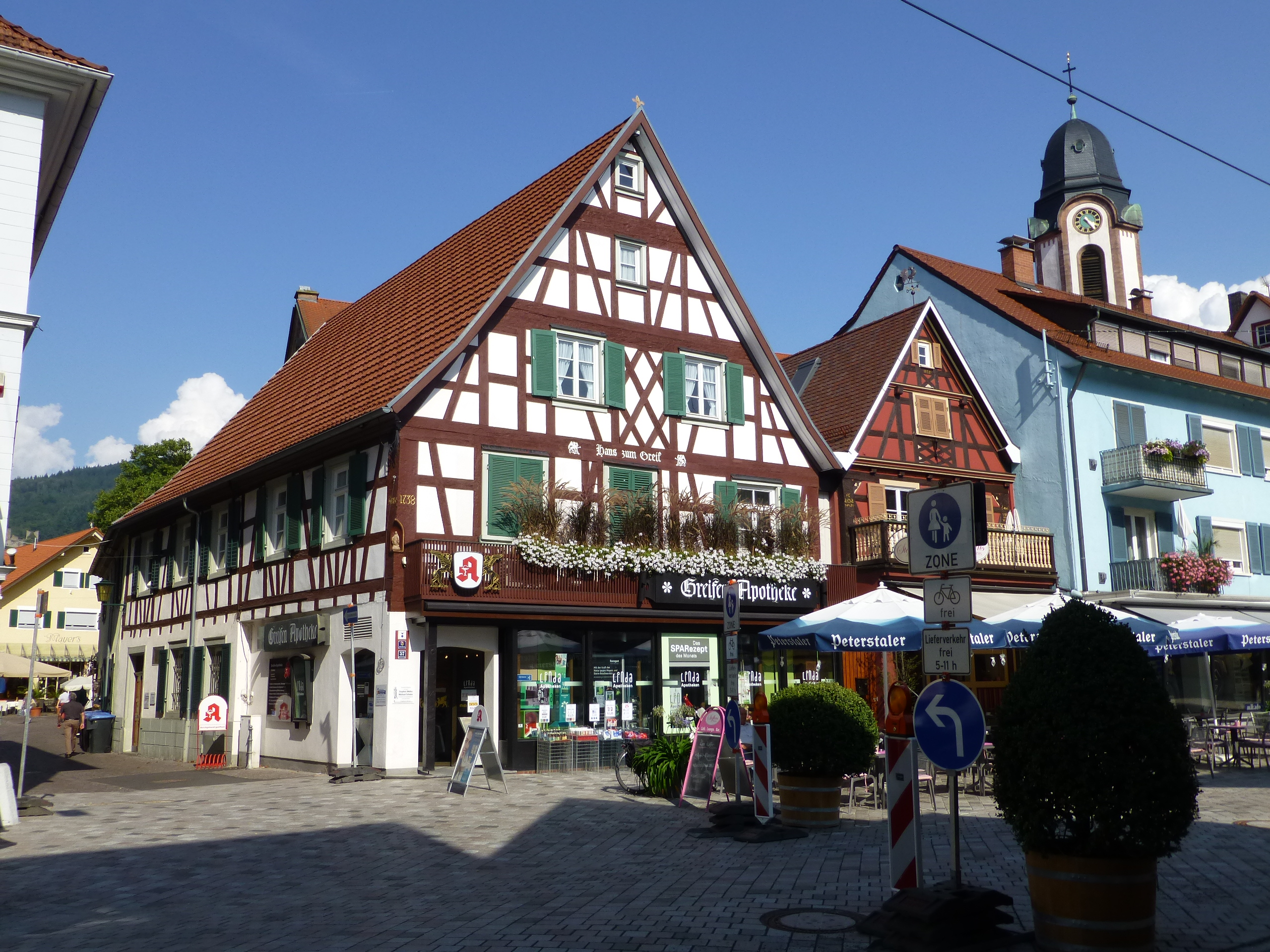
Le piétonnier du centre et ses maisons à colombage.

## Géographie
Oberkirch se situe dans une vallée, à deux pas de la vallée du Rhin, de la région Alsace et au cœur de la Forêt-Noire. En fait, la ville se trouve exactement sur l'axe Strasbourg - Freudenstadt, en Moyenne Forêt-Noire.
Oberkirch est caractérisée par ses pentes couvertes de vignobles et bordées de châtaigniers et d'arbres fruitiers.
Le symbole de la ville est, aujourd'hui encore, la ruine de l'ancien château de Schauenburg fondé au XIe siècle par les ducs de Zähringen. C'est sous la protection de cette forteresse que la ville s'est développée, devenant le centre de la vallée de la Rench.

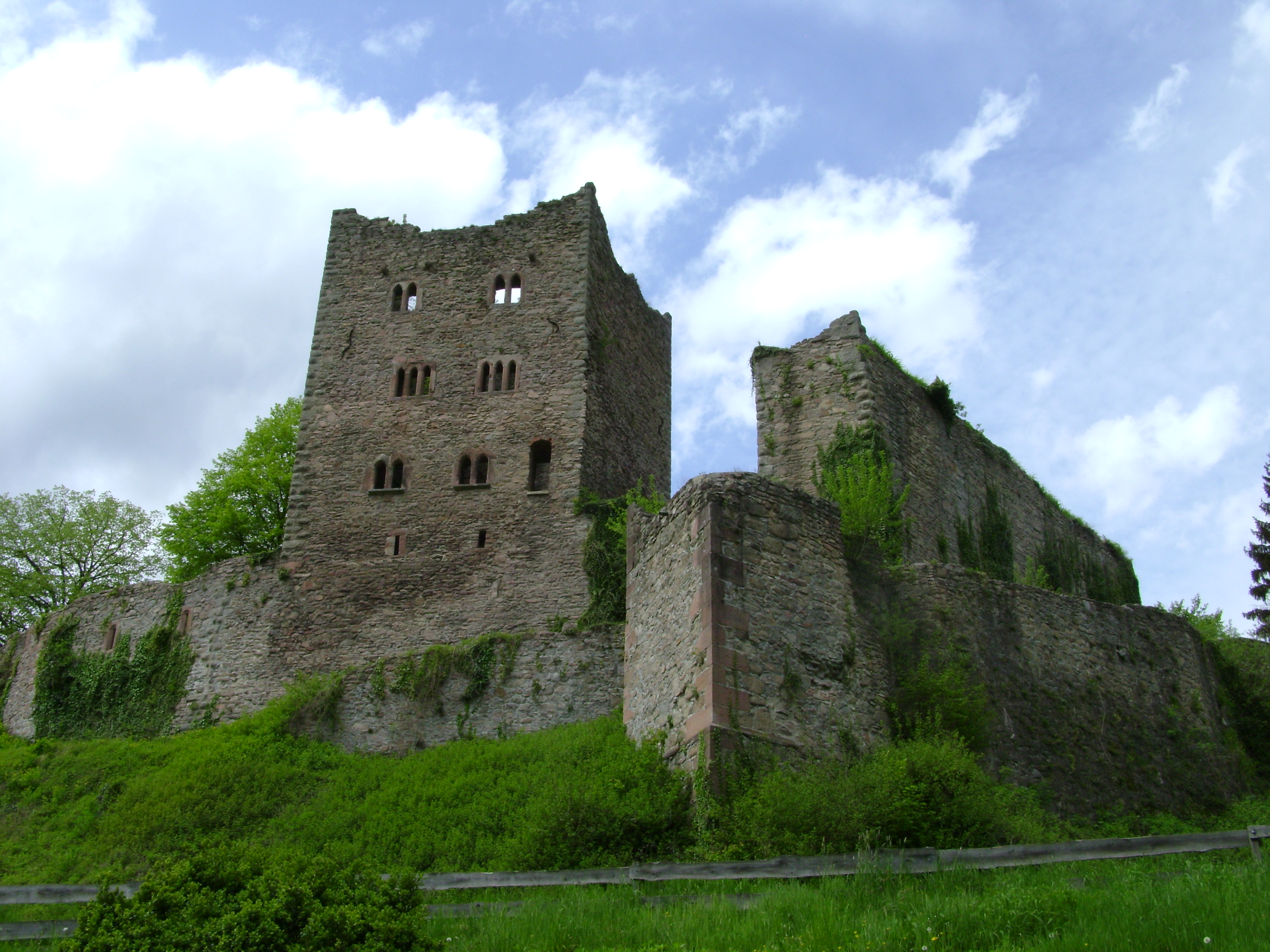
Les Ruines du Schauenburg

## Histoire
| Appartenances historiques Principauté épiscopale de Strasbourg 1303-1803 Électorat de Bade 1803–1806 Grand-duché de Bade 1806–1871 Empire allemand 1871–1918 République de Weimar 1918–1933 Reich allemand 1933–1945 Allemagne occupée 1945–1949 Allemagne de l'Ouest 1949-1990 Allemagne 1990–présent |

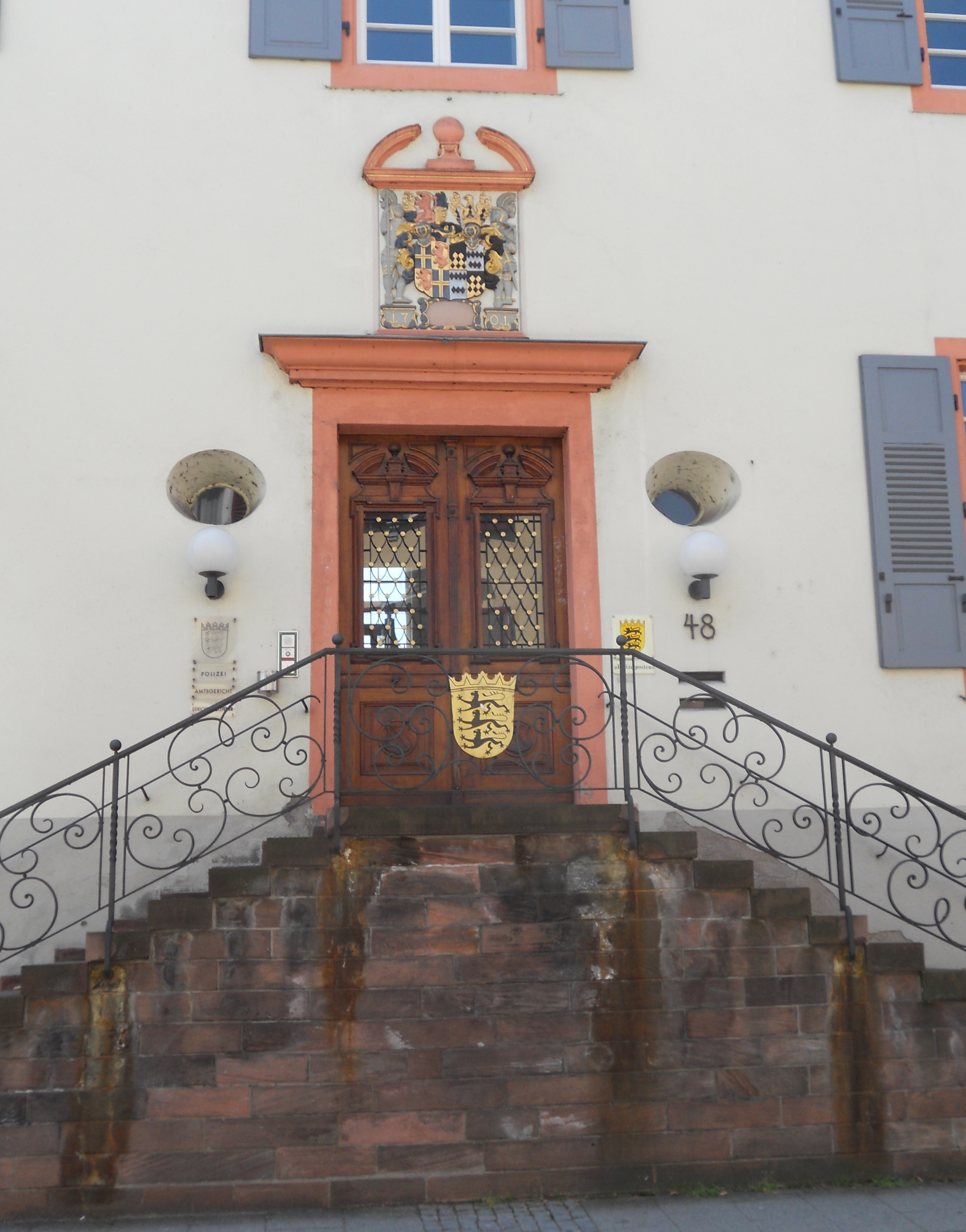
Hôtel des monnaies au XVIIIe siècle, possession des évêques de Strasbourg.

La ville a été possession des évêques de Strasbourg de 1303 à 1803.

## Administration
Oberkirch est le chef lieu de canton et regroupe plusieurs autres villes.

### Villages incorporés à la commune
- Nussbach
- Bottenau
- Ringelbach
- Odsbach
- Tiergarten
- Haslach
- Butschbach Hesselbach

## Personnalités liées à la ville
- Herbert Wolff (1904-1958), homme politique né à Oberkirch
- Michael Gerber (1970-), évêque né à Oberkirch

## Jumelages
- Draveil (France) depuis 1971